# Politische Bildung für die Berufsschule
Diese Seite bietet einen Überblick über den Schulstoff im Fach Politik an Berufsschulen in Deutschland.

## Hintergrund
Gemäß der Vereinbarung der Kultusministerkonferenz (KMK) vom 18. Mai 1984 gibt es für die gewerblich-technische Ausbildungsberufe (wie Elektroniker, Mechatroniker) sechs Lerngebiete. Diese bilden einen Mindeststandard. Jedes Bundesland hat daneben auch einen Rahmenlehrplan, der an dem Beschluss der KMK ausgerichtet ist. Neben diesen Lerngebieten werden zudem aktuelle politischen Themen im Unterricht behandelt.
Mit dem Beschluss der Kultusministerkonferenz vom 10. Mai 2007 werden die sechs Lerngebiete erweitert.

## Die sechs Lerngebiete
Berufsbildung
Das Lerngebiet befasst sich mit den rechtlichen Grundlagen des Berufsausbildungsverhältnisses, hierbei insbesondere mit dem Berufsbildungsgesetz, der Handwerksordnung, dem Berufsausbildungsvertrag (Vertragspartner, Abschluss, Dauer, Beendigung) sowie den gegenseitigen Rechten und Pflichten aus dem Berufsausbildungsvertrag. Des Weiteren werden die Möglichkeiten der Fortbildung und der Umschulung beschreiben. Es wird vermittelt welche Maßnahmen der beruflichen Fortbildung und Umschulung es gibt und welche staatlichen Fördermaßnahmen (Arbeitsförderungsgesetz, Ich-AG) möglich sind.
Betrieb in Wirtschaft und Gesellschaft
Hierbei geht es um den Aufbau, die Aufgaben und die Unternehmensformen eines Betriebes sowie seine Stellung in der Wirtschaft und der Gesellschaft. Es wird betrachtet wie ein Handwerks- oder Industriebetriebe aufgebaut ist. Besondere Schwerpunkte sind hierbei die Betriebswirtschaftslehre, der Geschäftsprozess sowie die wirtschaftliche Organisation. Es werden die wesentlichen Aufgaben eines Betriebes (Beschaffung, Produktion, Absatz) erläutert und die Stellung des Handwerks- oder Industriebetriebes in der Wirtschaft sowie die wesentliche Ziele erwerbswirtschaftlicher und öffentlicher Betriebe (Gewinnerzielung, Kostendeckung) betrachtet. Dabei werden wichtige betriebliche Kenngrößen wie die Produktivität, die Wirtschaftlichkeit und die Rentabilität aber auch die Unternehmensformen und deren wirtschaftliche Bedeutung selbst (Einzelunternehmen, Personengesellschaft, die OHG, KG, Kapitalgesellschaft, AG, GmbH oder Genossenschaft) sowie die wirtschaftlichen Verflechtungen, die wirtschafts- und arbeitsweltbezogene Grundaussagen der Verfassung (Sozialstaat, Grundgesetz) beleuchtet. Die wirtschaftlichen, rechtlichen und sozialen Zusammenhänge zwischen Betrieb, Wirtschaft, Verbänden, Parteien, Gesellschaft und Staat fallen ebenfalls in dieses Themengebiet wie die Aufgaben von Arbeitnehmer- und Arbeitgeberorganisationen (Gewerkschaft, Arbeitgeberverband) oder die Interessenwahrnehmung durch Organisationen der Arbeitnehmer und Arbeitgeber (Innung, IHK).
Arbeitsrecht und Tarifrecht, Arbeitsschutz
Dieses Lerngebiet befasst sich mit den wesentlichen Bereichen des Arbeitsvertrages, des Arbeitsrechts und des Arbeitsschutzes. Es werden Lerninhalte zur Lohn- und Gehaltszahlung, der Arbeitszeit und den Arbeitszeitordnungen (Arbeitszeitgesetz) vermittelt. Des Weiteren werden die Bereiche der Gewerbeaufsicht und des technischen Arbeitsschutzes, die Kündigung und der Kündigungsschutz (Kündigungsschutzgesetz), der besondere Schutz Jugendlicher (Jugendarbeitsschutzgesetz), weiblicher Mitarbeiterinnen durch den Frauenarbeitsschutz und den Mutterschutz (Mutterschutzgesetz) oder von versehrten Mitarbeitern durch den Schwerbehindertenschutz (Schwerbehindertengesetz) behandelt. Die Regelung des betrieblichen Urlaubsanspruches (Bundesurlaubsgesetz, Bildungsurlaub) gehört ebenso zu diesem Bereich, wie die Bedeutung und Aufgabe von Tarifverträgen und des Tarifrechts, die Tarifautonomie, die Tarifvertragsparteien, der Rahmentarifvertrag, der Manteltarifvertrag, der Lohn- und Gehaltstarifvertrag, deren Laufzeiten, die Friedenspflicht und Verbindlichkeit von Tarifverträgen, sowie die Regelungen zum Streik, der Aussperrung oder der Schlichtung.
Betriebliche Mitbestimmung
Dieser Bereich befasst sich mit den Mitwirkungs- und Mitbestimmungsmöglichkeiten des Arbeitnehmers im Betrieb. Hierzu gehören das Betriebsverfassungsgesetz und das Mitbestimmungsgesetz, die Aufgaben des Betriebsrates und der Jugendvertretung. 
Sozialversicherung
Es werden die Regelungen und die Bedeutung der gesetzlichen Sozialversicherungen und deren unterschiedlichen Arten und Aufgaben der Kranken- und Pflegeversicherung, der Unfallversicherung, der Rentenversicherung und der Arbeitslosenversicherung beschreiben. Des Weiteren die geschichtliche Entwicklung der Sozialversicherungen (Geschichte der Sozialversicherung in Deutschland, Kaiserliche Botschaft), die unterschiedlichen Versicherungsprinzipien (Eigenverantwortung, Subsidiarität, Solidarität) und die einzelnen Sozialversicherungsträger, die Versicherungspflicht, die Beitragszahlung und die Leistungen.
Arbeits- und Sozialgerichtsbarkeit
Hier geht es um die wichtigsten Regelungen der Arbeits- und Sozialgerichtsbarkeit. Es werden die Aufgaben und die Zuständigkeitsbereiche des Arbeitsgericht (Instanzenweg, Arbeitsgerichtsgesetz), und des  Sozialgerichts (Sozialgerichtsgesetz) behandelt.
Nicht zu diesen sechs Lernbereichen gehören die Themengebiete der Europäischen Union oder der allgemeinen deutschen Politik.